# Хрест «За заслуги» (Вюртемберг)
Хрест «За заслуги» (нім. Verdienstkreuz) — нагорода Вюртемберзького королівства, заснована 2 липня 1900 року королем Вільгельмом II для нагородження за загальні заслуги.

## Опис
Посріблений георгіївський хрест з закругленими зернистими променями і гладкими краями. В центрі — круглий медальйон із монограмою короля. На реверсі медальйона зображений круглий напис VERDIENST (укр. Заслуги) і маленька шестикутна зірка. Хрест носився на лівому боці грудей на червоній стрічці з чорними смугами.
29 січня 1915 року було введено доповнення до хреста за бойові заслуги під час Першої світової війни — позолочені перехрещені мечі. Зазвичай хрестом з мечами нагороджувались фельдфебель-лейтенанти і унтерофіцери портупеї Вюртемберзької армії, які отримали Залізний хрест або були представлені до нього. Документально підтверджено 2284 нагородження хрестом з мечами.
За статутом хрест «За заслуги» займав проміжне місце між медаллю Заслуг ордена «за військові заслуги» і лицарським хрестом 2-го класу ордена Фрідріха. До заснування хреста Вільгельма 13 вересня 1915 року це був найвищий почесний знак Вюртембергу.